# Variación antigénica
La variación antigénica se refiere al mecanismo por el cual un agente infeccioso como un protozoo, una bacteria o un virus altera las proteínas o los carbohidratos en su superficie y así evita una respuesta inmune del huésped. Está relacionado con la variación de fase. La variación antigénica no solo permite que el patógeno evite la respuesta inmune en su hospedador actual, sino que también permite la reinfección de hospedadores previamente infectados. La inmunidad a la reinfección se basa en el reconocimiento de los antígenos transportados por el patógeno, que son "recordados" por la respuesta inmune adquirida. Si se puede alterar el antígeno dominante del patógeno, el patógeno puede evadir el sistema inmunológico adquirido del huésped. La variación antigénica puede ocurrir alterando una variedad de moléculas de superficie que incluyen proteínas y carbohidratos. La variación antigénica puede resultar de la conversión de genes, inversiones de ADN específicas del sitio, hipermutación, o recombinación de casetes de secuencia. El resultado es que incluso una población clonal de patógenos expresa un fenotipo heterogéneo. Muchas de las proteínas conocidas por mostrar variación antigénica o de fase están relacionadas con la virulencia.

## En bacterias
La variación antigénica en bacterias se demuestra mejor por especies del género Neisseria (más notablemente, Neisseria meningitidis y Neisseria gonorrhoeae, el gonococcus); especies del género Streptococcus y Mycoplasma. Las especies de Neisseria varían sus pili (polímeros proteicos formados por subunidades llamadas pilina que desempeñan un papel fundamental en la adhesión bacteriana y estimulan una respuesta inmune vigorosa del huésped) y los estreptococos varían su proteína M. 
En la bacteria Borrelia burgdorferi, la causa de la enfermedad de Lyme, la lipoproteína de superficie VlsE puede sufrir una recombinación que da como resultado una diversidad antigénica. La bacteria lleva un plásmido que contiene quince casetes de vls silenciosos y una copia funcional de vlsE. Los segmentos de los casetes silenciosos se recombinan con el gen vlsE, generando variantes del antígeno de lipoproteína de superficie.

## En protozoos
Varios parásitos protozoarios diferentes emplean la variación antigénica. Trypanosoma brucei y Plasmodium falciparum son algunos de los ejemplos mejor estudiados. 

### Trypanosoma brucei
Trypanosoma brucei, el organismo que causa la enfermedad del sueño, se replica extracelularmente en el torrente sanguíneo de los mamíferos infectados y está sujeto a numerosos mecanismos de defensa del hospedador, incluido el sistema del complemento y los sistemas inmunitarios innato y adaptativo. Para protegerse, el parásito se decora con una capa densa y homogénea (~ 107 moléculas) de la glicoproteína de superficie variante (VSG). 
En las primeras etapas de la invasión, la capa de VSG es suficiente para proteger al parásito de la detección inmune. El anfitrión eventualmente identifica al VSG como un antígeno extraño y monta un ataque contra el microbio. Sin embargo, el genoma del parásito tiene más de 1,000 genes que codifican diferentes variantes de la proteína VSG, ubicadas en la porción subtelomérica de cromosomas grandes o en cromosomas intermedios. Estos genes VSG se activan por conversión de genes en un orden jerárquico: primero se activan los VSG teloméricos, seguidos por los VSG de matriz y finalmente los VSG pseudogénicos. Solo se expresa un VSG en un momento dado. Cada nuevo gen se convierte a su vez en un sitio de expresión (ES) de VSG. Este proceso depende parcialmente de la recombinación homóloga de ADN, que está mediada en parte por la interacción del gen BRCA2 de T. brucei con RAD51 (sin embargo, este no es el único mecanismo posible, ya que las variantes de BRCA2 todavía muestran algún cambio de VSG).
Además de la recombinación homóloga, la regulación transcripcional también es importante en el cambio de antígeno, ya que T. brucei tiene múltiples sitios de expresión potenciales. Un nuevo VSG puede seleccionarse mediante la activación transcripcional de un ES previamente silencioso o mediante la recombinación de una secuencia de VSG en el ES activo. Aunque los desencadenantes biológicos que dan como resultado el cambio de VSG no se conocen completamente, el modelo matemático sugiere que la aparición ordenada de diferentes variantes de VSG está controlada por al menos dos factores clave derivados del parásito: tasas de activación diferencial de VSG del parásito y diferenciación de parásitos dependiente de la densidad.

### Plasmodium falciparum
Plasmodium falciparum, el principal agente etiológico de la malaria humana, tiene un ciclo de vida muy complejo que ocurre tanto en humanos como en mosquitos. Mientras está en el huésped humano, el parásito pasa la mayor parte de su ciclo de vida dentro de las células hepáticas y los eritrocitos (en contraste con T. brucei, que permanece extracelular). Como resultado de su nicho principalmente intracelular, las células huésped parasitadas que exhiben proteínas del parásito deben modificarse para evitar la destrucción por las defensas inmunitarias del huésped. En el caso de Plasmodium, esto se logra a través de la proteína 1 de membrana de eritrocitos de Plasmodium falciparum de doble propósito (PfEMP1). PfEMP1 está codificado por la diversa familia de genes conocida como la familia de genes var (aproximadamente 60 genes en total). La diversidad de la familia de genes aumenta aún más a través de varios mecanismos diferentes, incluido el intercambio de información genética en los loci teloméricos, así como la recombinación meiótica. La proteína PfEMP1 sirve para secuestrar los eritrocitos infectados de la destrucción esplénica mediante la adhesión al endotelio. Además, el parásito puede evadir los mecanismos de defensa del huésped cambiando qué alelo var se usa para codificar la proteína PfEMP1. Como T. brucei, cada parásito expresa múltiples copias de una proteína idéntica. Sin embargo, a diferencia de T. brucei, se cree que el mecanismo por el cual ocurre el cambio de var en P. falciparum es puramente transcripcional. Se ha demostrado que el cambio de var tiene lugar poco después de la invasión de un eritrocito por un parásito P. falciparum. El análisis de hibridación fluorescente in situ ha demostrado que la activación de los alelos var está relacionada con la posición alterada del material genético en distintas áreas "transcripcionalmente permisivas".

## En virus
Las diferentes familias de virus tienen diferentes niveles de capacidad para alterar sus genomas y engañar al sistema inmunológico para que no los reconozca. Algunos virus tienen genomas relativamente inalterables, como los paramixovirus, mientras que otros, como la influenza, tienen genomas que cambian rápidamente que inhiben nuestra capacidad para crear vacunas duraderas contra la enfermedad. Los virus en general tienen una tasa de mutación de sus genomas mucho más rápida que las células humanas o bacterianas. En general, los virus con genomas más cortos tienen tasas de mutación más rápidas que los genomas más largos, ya que tienen una tasa de replicación más rápida. Clásicamente se pensaba que los virus con un genoma de ARN siempre tenían una tasa más rápida de variación antigénica que aquellos con un genoma de ADN porque la ARN polimerasa carece de un mecanismo para verificar errores en la traducción, pero el trabajo reciente de Duffy et al. muestra que algunos virus de ADN tienen las mismas tasas altas de variación antigénica que sus contrapartes de ARN. La variación antigénica dentro de los virus se puede clasificar en 6 categorías diferentes llamadas deriva antigénica, desplazamiento, elevación de la grieta, tamizado y donación. 
Rift antigénico: recombinación de un gen viral. Esto ocurre cuando nuevamente hay dos células virales que infectan la misma célula huésped. En este caso, los virus se recombinan con partes de cada gen creando un nuevo gen en lugar de simplemente cambiar genes. La recombinación se ha estudiado ampliamente en cepas de influenza aviar en cuanto a cómo la genética del H5N1 ha cambiado con el tiempo.
- Deriva antigénica: mutaciones puntuales que se producen a través de la replicación imperfecta del genoma viral. Todos los virus exhiben una deriva genética a lo largo del tiempo, pero la cantidad en la que pueden hacerlo sin que ocurra un impacto negativo en su estado físico varía entre las familias.
- Cambio antigénico: reordenamiento del genoma viral que se produce cuando una sola célula huésped se infecta con dos células virales. A medida que las células virales pasan por la replicación, se reordenan y los genes de las dos especies se mezclan y crean 256 nuevas variaciones del virus. Esto ocurre en la influenza cada dos décadas.
- Tamiz antigénico: transmisión directa con una cepa zoonótica de un virus. Esto ocurre cuando un humano se infecta durante un evento de desbordamiento.
- Elevación antigénica: transmisión viral de un gen derivado del huésped. Algunos virus roban genes del huésped y luego los incorporan a su propio genoma viral, codificando genes que a veces les dan una mayor virulencia. Un ejemplo de esto es el virus de la viruela vaccinia que codifica un factor de crecimiento viral que es muy similar al factor de crecimiento humano y se cree que fue robado del genoma humano.[17]
- Regalo antigénico: Ocurre cuando los humanos modifican deliberadamente el genoma de un virus, ya sea en un laboratorio o para fabricar un arma biológica.

### Virus de la gripe
Las propiedades antigénicas de los virus de la influenza están determinadas tanto por la hemaglutinina como por la neuraminidasa. Las proteasas específicas del huésped escinden el péptido único HA en dos subunidades HA1 y HA2. El virus se vuelve muy virulento si los aminoácidos en los sitios de escisión son lipofílicos. La presión de selección en el entorno selecciona cambios antigénicos en los determinantes de antígenos de HA, que incluyen lugares que experimentan evolución adaptativa y ubicaciones antigénicas que experimentan sustituciones, lo que finalmente da como resultado cambios en la antigenicidad del virus. La glicosilación de HA no se correlaciona ni con la antigenicidad ni con la presión de selección. La variación antigénica se puede clasificar en dos tipos, deriva antigénica que resulta de un cambio en pocos aminoácidos y cambio antigénico que es el resultado de la adquisición de nuevas proteínas estructurales. Se requiere una nueva vacuna cada año porque el virus de la influenza tiene la capacidad de sufrir una deriva antigénica. El cambio antigénico se produce periódicamente cuando los genes de las proteínas estructurales se adquieren de otros huéspedes animales, lo que provoca un cambio repentino y espectacular en el genoma viral. La recombinación entre los segmentos que codifican la hemaglutinina y la neuraminidasa de los segmentos del virus de la influenza aviar y humana ha dado lugar a epidemias de influenza en todo el mundo denominadas pandemias, como la gripe asiática de 1957, cuando se adquirieron 3 genes de virus aviares euroasiáticos y se reagruparon con 5 segmentos genéticos de las cepas humanas del virus circulante. Otro ejemplo proviene de la gripe de Hong Kong de 1968, que adquirió 2 genes mediante el reordenamiento de virus aviares euroasiáticos con los 6 segmentos de genes de cepas humanas circulantes. 

#### Vacunación contra la influenza
Después de la vacunación, las células plasmáticas secretoras de anticuerpos (ASC) IgG+ aumentan rápidamente y alcanzan un nivel máximo el día 7 antes de volver a un nivel mínimo el día 14. Las células B de memoria específicas de la influenza alcanzan su máximo en el día 14-21. Los anticuerpos secretados son específicos del virus de la vacuna. Además, la mayoría de los anticuerpos monoclonales aislados tienen afinidades de unión contra HA y el resto demuestra afinidad contra NA, nucleoproteína (NP) y otros antígenos. Estos anticuerpos monoclonales humanos de alta afinidad se pueden producir dentro de un mes después de la vacunación y debido a su origen humano, tendrán muy pocos efectos secundarios relacionados con los anticuerpos en humanos, si es que tienen alguno. Se pueden utilizar potencialmente para desarrollar una terapia de anticuerpos pasiva contra la transmisión del virus de la influenza. 

#### Mapeo de la evolución antigénica
La capacidad de un anticuerpo antivírico para inhibir la hemaglutinación se puede medir y utilizar para generar un mapa bidimensional utilizando un proceso llamado cartografía antigénica de modo que se pueda visualizar la evolución antigénica. Estos mapas pueden mostrar cómo los cambios en los aminoácidos pueden alterar la unión de un anticuerpo a la partícula del virus y ayudar a analizar el patrón de evolución genética y antigénica. Hallazgos recientes muestran que, como resultado de la variación antigénica impulsada por anticuerpos en un dominio del sitio H1 de hemaglutinina Sa, puede producirse una mutación compensadora en NA que conduce a una variación antigénica de NA. Como consecuencia, se desarrolla farmacorresistencia a los inhibidores de NA. Tal fenómeno puede enmascarar la evolución de la evolución de NA en la naturaleza porque la resistencia a los inhibidores de NA podría deberse al escape de HA impulsado por anticuerpos.

### VIH-1
El principal desafío para controlar la infección por VIH-1 a largo plazo es el escape inmunológico. La extensión y la frecuencia a la que un epítopo será el objetivo de un alelo de HLA particular difiere de una persona a otra. Además, como consecuencia de la inmunodominancia, la respuesta de CTL de un individuo se limita a unos pocos epítopos de un alelo HLA específico, aunque se expresan seis alelos HLA de clase 1. Aunque la respuesta de CTL en la fase aguda se dirige contra un número limitado de epítopos, el repertorio epitópico aumenta con el tiempo debido al escape viral. Además, la coevolución de aminoácidos es un tema desafiante que debe abordarse. Por ejemplo, una sustitución en un sitio particular da como resultado una mutación secundaria o compensadora en otro sitio. Un descubrimiento invaluable fue que cuando se aplica una presión selectiva, se puede predecir el patrón de evolución del VIH-1. En individuos que expresan un alelo protector HLA B * 27, la primera mutación que ocurre en el epítopo Gag KK10 está en la posición 6 de L a M y después de varios años hay un cambio en la posición 2 de R a K. Por tanto, el conocimiento de la previsibilidad de las vías de escape se puede utilizar para diseñar inmunógenos. La región gp120 de la Env del VIH-1 que contacta con CD4, su receptor primario, está funcionalmente conservada y es vulnerable a anticuerpos neutralizantes como el anticuerpo monoclonal b12. Hallazgos recientes muestran que la resistencia a la neutralización por b12 fue el resultado de sustituciones que residían en la región próxima a la superficie de contacto de CD4. De esta manera, el virus evade la neutralización por b12 sin afectar su unión a CD4.

### Flavivirus
Flaviviridae es una familia de virus que abarca virus bien conocidos como el virus del Nilo Occidental y el virus del Dengue. El género Flavivirus tiene una proteína de envoltura prototípica (proteína E) en su superficie que sirve como objetivo para los anticuerpos neutralizantes de virus. La proteína E juega un papel en la unión al receptor y podría jugar un papel en evadir el sistema inmunológico del huésped. Tiene tres dominios antigénicos principales a saber, A, B y C que corresponden a los tres dominios estructurales II, III e I. El dominio estructural III es un dominio de unión al receptor putativo y los anticuerpos contra él neutralizan la infectividad de los flavivirus. Las mutaciones que conducen a diferencias antigénicas pueden atribuirse a la naturaleza bioquímica de las sustituciones de aminoácidos, así como a la ubicación de la mutación en el dominio III. Por ejemplo, las sustituciones en diferentes aminoácidos dan como resultado niveles variables de neutralización por anticuerpos. Si la mutación en un aminoácido crítico puede alterar drásticamente la neutralización por anticuerpos, entonces es difícil confiar en las vacunas contra el VNO y los ensayos de diagnóstico. Otros flavivirus que causan el dengue, la fiebre amarilla y la fiebre amarilla escapan a la neutralización de anticuerpos mediante mutaciones en el dominio III de la proteína E.